# Ли Сяо
Ли Сяо (кит. упр. 李晓; 17 июля 1967, Шанхай, КНР) — китайский футболист, нападающий, выступал за сборную Китая. В 2004 году начал самостоятельную тренерскую карьеру.

## Карьера футболиста

### Клубная карьера
Начал выступать за молодёжную команду Шанхая, с 1994 года начал профессиональную карьеру в клубе «Шанхай Шэньхуа». Играл на позиции центрального нападающего, отличался высокой скоростью и мобильностью, за что в 22 года получил вызов в сборную.

### Международная карьера
В январе 1987 года впервые был приглашен во вторую сборную Китая, которую возглавлял Сюй Гэньбао, в этом же году получил приглашение и в первую сборную. Удачно выступал на Кубке Азии 1992 года, где сборная заняла третье место.

## Карьера тренера
После завершения карьеры был приглашен в качестве главного тренера в команду «Наньчан Баи», с которой начал работать с апреля 2004 года.
В 2013 году тренировал «Цзянси Ляньшэн», с которой в сезоне 2014 года стал чемпионом Второй лиги Китая.